# Särkijärvi (Gällivare socken, Lappland, 741748-170991)
Särkijärvi är en sjö i Gällivare kommun i Lappland och ingår i Råneälvens huvudavrinningsområde. Särkijärvi ligger i Råneälven Natura 2000-område.